# Lifeline
"Lifeline" − drugi singel promujący piąty studyjny album zespołu Papa Roach pt. Metamorphosis, a czternasty w całej dotychczasowej karierze grupy. Oryginalnie zatytułowany "Hanging On", został przechrzczony na "Lifeline", gdy frontman Jacoby Shaddix postanowił zmienić tekst utworu.
Premiera singla odbyła się 9 stycznia 2009 r., już 27 stycznia wydano go na iTunes.

## Zawartość singla
Standardowe wydanie singla CD
1. "Lifeline"   	4:06
2. "Getting Away with Murder" (Live & Murderous In Chicago) − 4:20

US Radio Promo
1. "Lifeline" (Radio Mix) − 3.59
2. "Lifeline" (Album Version) − 3.57

7" single
1. "Lifeline" (Radio Remix) − 3:59
2. "Lifeline" (Acoustic Version) − 3:57

## Pozycje na listach przebojów
| Notowanie (2009)                          | Najwyższa pozycja |
| ----------------------------------------- | ----------------- |
| U.S. Billboard Hot 100                    | 81                |
| U.S. Billboard Hot Modern Rock Tracks     | 3                 |
| U.S. Billboard Hot Mainstream Rock Tracks | 1                 |
| U.S. Billboard Rock Songs                 | 5                 |
| Canadian Hot 100                          | 95                |

## Twórcy
- Jacoby Shaddix – wokal
- Jerry Horton – gitara, wokal wspierający
- Tobin Esperance – gitara basowa, wokal wspierający
- Tony Palermo – perkusja, wokal wspierający